# Arne Edlund
Arne Herbert Edlund, född 20 juli 1926 i Undersåker i Jämtland, död där 10 april 1990, var en svensk konstnär.
Han var son till byggnadssnickaren Anders Edlund och Svea Öhrn. Edlund studerade vid Otte Skölds målarskola i Stockholm 1946–1947 och 1951 samt under studieresor till bland annat Frankrike. Separat ställde han ut i Sollefteå och han medverkade i utställningar med Sällskapet för jämtländsk konstkultur och Jämtlands läns konstförening. Hans konst består av stilleben, landskap och figurkompositioner i olja eller pastell. Arne Edlund är begravd på Undersåkers nedre kyrkogård.